# John Salt
 John Salt (* 2. August 1937 in Birmingham, Großbritannien; † 13. Dezember 2021) war ein britischer zeitgenössischer Maler und wichtiger Vertreter des Fotorealismus. John Salt war ein bedeutender britischer Maler und Vertreter der ersten Generation der Fotorealisten, bekannt für seine Bilder von Autos, die er oft zerstört oder aufgegeben innerhalb einer Vorortgegend oder halb-ländlichen amerikanischen Landschaft darstellt.

## Leben und Werk
John Salt wurde in Sheldon, Birmingham, geboren und wuchs dort auf. Sein Vater hatte eine Kfz-Reparatur-Werkstatt. Schon als Kind begann Salt zu zeichnen und zu malen und bekam im Alter von 15 Jahren die Zulassung für die Birmingham School of Art, wo er von 1952 bis 1958 studierte. Von 1958 bis 1960 studierte er an der Slade School of Art in London, wo er vor allem durch die Arbeiten der englischen Künstlerin Prunella Clough und Vertreter der amerikanischen Pop-Art wie Robert Rauschenberg geprägt wurde.
Er hatte seine erste Einzelausstellung in der Ikon Gallery in London im Jahr 1965. Im Jahre 1966 heiratete er und beschloss, in die Vereinigten Staaten auszuwandern, um an einer der zahlreichen amerikanischen Kunsthochschulen Arbeit zu finden. Er bekam die Aufnahme am Maryland Institute College of Art in Baltimore, wo er einen Platz bei einem Master-of-Fine-Arts-Programm im Jahr 1967 und auch eine Lehrtätigkeit erhielt.
Beeinflusst durch das Buch der zeitgenössischen Fotografen Gary Winogrand und Lee Friedlander Contemporary Photographers towards a Social Landscape, begann er die dort abgebildeten Fotografien malerisch zu kopieren und dann seine eigenen Motive zu finden. Er malte Autos, zerstört, verlassen, zerquetscht und vergessen, vor unterschiedlichsten Kulissen, meist in amerikanischen Landschaften und suburbanen Gegenden.
John Salt war Teilnehmer der Documenta 5 in Kassel im Jahr 1972 in der bahnbrechenden Abteilung Realismus.
Im Jahr 1969 zog er nach New York City und intensivierte seine künstlerische Tätigkeit. Im Jahr 1978 kehrte er nach England zurück und ließ sich in Bucknell, Shropshire nieder, wo er bis zuletzt lebte und arbeitete.